# Capitanía general de Venezuela
La capitanía general de Venezuela fue una subentidad  territorial del Imperio español adscrita al Virreinato de la Nueva Granada establecida en América, gobernada por capitanes generales que dependían directamente de la Corona de España. Fue creada en 1777 por el rey Carlos III de España y existió hasta principios de la tercera década del siglo XIX cuando el gobierno efectivo español fue finalmente reemplazado por los levantamientos en armas de los movimientos independentistas de la región. El gobierno realista en Venezuela fue interrumpido y restaurado de forma intermitente en el proceso que fue la emancipación hispanoamericana.
La jurisdicción de esta capitanía —correspondiente a la actual Venezuela, Trinidad y Tobago y el territorio en disputa de Guyana esequiba (actual Guyana) y sobre la cual reclama su derecho territorial alegando el principio uti possidetis iuris— comprendía las provincias españolas de Caracas, Cumaná, Guayana, Maracaibo, Margarita y Trinidad. Provincias que con anterioridad habían estado suscritas a la administración legal de la Real Audiencia de Santo Domingo o a la propia del virreinato de Nueva Granada hasta que se creara el 19 de julio de 1786 una pertinente para la administración en Venezuela: la Real Audiencia de Caracas.
Las seis provincias que conformaron originalmente la capitanía general de Venezuela, con excepción de Trinidad y con el agregado de la provincia de Barinas, al ser esta segregada de la de Caracas en 1786, se mantendrían en el momento de la llegada de los movimientos independentistas a Venezuela, hasta ser reorganizadas por los posteriores gobiernos republicanos. En 1797 sucede una invasión británica a Trinidad que le quita a España la posesión de facto sobre la isla, hasta que en 1802 finalmente ceden los derechos territoriales de esta al Reino Unido. Para 1811 existían, por causa de la administración patriota, las provincias de Barcelona, Barinas, Caracas, Coro, Cumaná, Guayana, Maracaibo, Margarita, Mérida, Trujillo.

## Historia
Alonso de Ojeda capituló con el rey Fernando de Aragón el 9 de junio de 1501 para explorar las costas de la actual Venezuela. Se le nombró gobernador de la península de Coquibacoa o Coquivacoa (península de la Guajira) y se le otorgó el derecho de fundar una colonia en ese territorio, lo cual hizo el 3 de mayo de 1502, otorgándole el nombre de Santa Cruz, que fue el primer poblado español en tierra firme sudamericana. La colonia duró tres meses, hasta que Ojeda fue apresado por sus socios Juan de Vergara y García de Campos, abandonándose la gobernación de Coquibacoa, que abarcaba desde el cabo de la Vela hasta el cabo de Chichiriviche.
El 27 de marzo de 1527, el rey de España Carlos I firmó una capitulación con los banqueros alemanes Welser de Augsburgo, concediéndoles el gobierno de Venezuela. Al título de gobernador que se le otorgó a los Welser se le añade el de Capitán General, refiriéndose sin duda a su autoridad sobre el ejército. Formó parte de la Audiencia y cancillería Real de Santo Domingo de 1526 a 1717 y de 1722 a 1786. En 1717 Venezuela es transferida desde la jurisdicción de la Real Audiencia de Santo Domingo al virreinato de Nueva Granada de la cual hizo parte de 1717 a 1722 y luego de 1739 a 1742 pero también era parte de la audiencia y cancillería real de Santafé en el Nuevo Reino de Granada de 1550 a 1786.
Al nombrarse a Martín de Lardizábal como gobernador de Venezuela, en 1732, se adjudica además Capitán General de dicha provincia, con jurisdicción militar en Maracaibo, Cumaná, Guayana, y Margarita.
En 1739, al informar sobre la reconstitución del Virreinato de la Nueva Granada, el rey se refiere a "Caracas, como el territorio de su Capitanía General". De esta forma, es evidente que en la jurisdicción militar el gobernador de la provincia de Caracas tenía superioridad sobre las otras provincias. Todas las provincias del virreinato fueron agrupadas en tres comandancias militares generales: Caracas, Portobelo y Cartagena.
Una Real Cédula del 12 de febrero de 1742 de Felipe V de Borbón independizó a Venezuela de la jurisdicción del Virreinato de Nueva Granada:

He resuelto relevar y eximir al Gobierno y Capitanía General de la provincia de Venezuela de toda dependencia de ese virreinato no obstante lo dispuesto y mandado por mí en la cédula de 20 de agosto del año de 1739, por la cual fui servido de agregar la expresada provincia á ese nuevo virreinato.

El 8 de julio de 1776 el ministro José de Gálvez escribió al gobernador de Luisiana, Luis de Unzaga y Amézaga para comunicarle que se le concede a Unzaga el mando para crear la Intendencia de Caracas, la cual será aprobada con la Real Cédula de Intendencia de Ejército y Real Hacienda del 8 de diciembre por el rey Carlos III de Borbón. Así, el gobernador Unzaga saldrá el 11 de enero de 1777 de Nueva Orleans rumbo a Caracas, pasando por La Habana. En mayo ya está Unzaga en Venezuela tomando medidas ilustradas, como la creación del Protomedicato el 14 de mayo de 1777. El 17 de junio de 1777 se le designa, por Real Orden, como primer gobernador a Luis de Unzaga y Amézaga quien tras lograr unificar las distintas provincias que conformaría la nueva Capitanía General de Venezuela esta sería creada el 8 de septiembre de 1777, con la emisión de una Cédula Real de Carlos III, quedando integrada por las siguientes provincias: Venezuela, Nueva Andalucía o Cumaná, Maracaibo, Guayana, Margarita y Trinidad, convirtiéndose este acto administrativo en un factor unificador, en lo político, económico y militar.

## Territorio

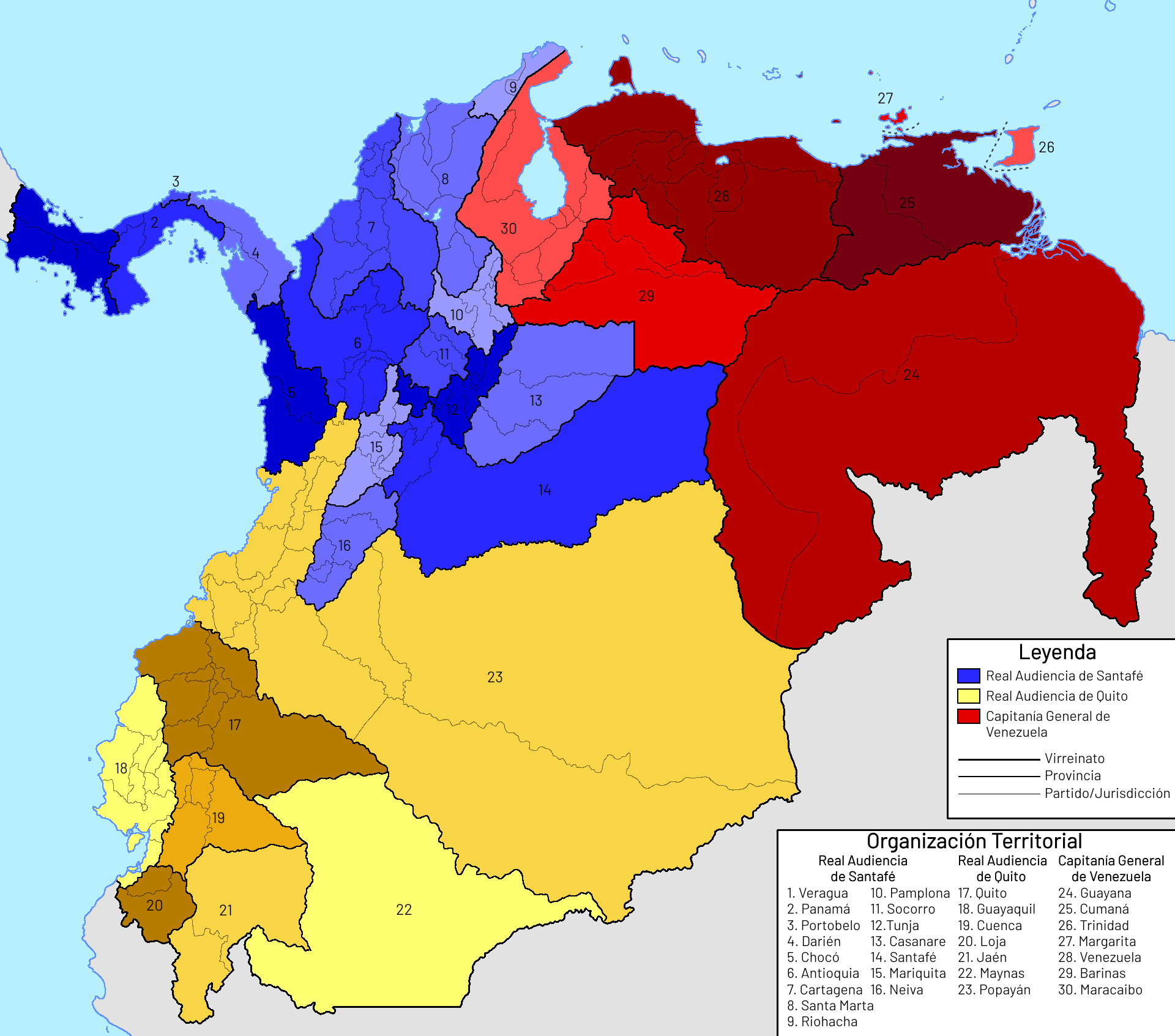
Mapa del Virreinato de Nueva Granada incluyendo la Capitanía General de Venezuela en 1800.

La autoridad de la Capitanía General abarcaba los asuntos de índole política, militar y económica, de todas las provincias que a continuación se explicarán, sin embargo las mismas continuaron dependiendo judicialmente de la Real Audiencia de Santo Domingo, hasta que por real orden de 1786 se creara la Real Audiencia de Caracas que recién tuvo su apertura el 19 de julio de 1787, y sus gobernadores eran nombrados directamente por la Corona española.

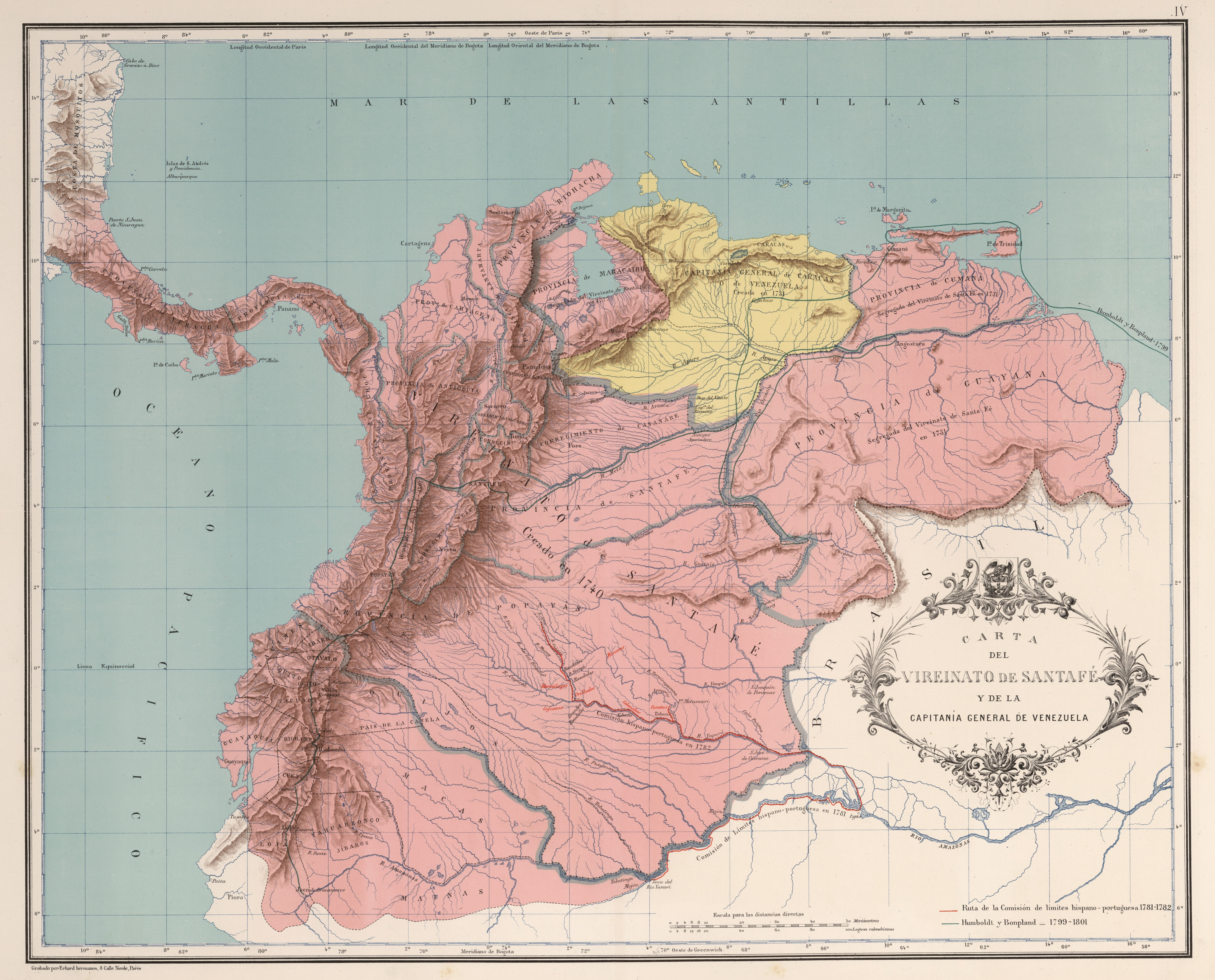
Virreinato de Nueva Granada (en rosa) y provincia de Venezuela (en amarillo) en 1742.

Las provincias que estuvieron bajo su jurisdicción tras su creación y organización fueron:
- Provincia de Venezuela: es la más antigua de las provincias, creada el 27 de marzo de 1528 y sus primeras capitales fueron Coro —se la conoció también indistintamente en la documentación oficial como provincia de Coro— y El Tocuyo, durante la conquista del territorio. Los límites de esta provincia se extendían desde el cabo de la Vela en la Guajira —actual Colombia— hasta Maracapana, en el oriente de Venezuela. El primer gobernador y capitán general fue el alemán Ambrosio Alfínger, representante de los Welser de Augsburgo, quienes conservaron la provincia hasta 1556. Fue también llamada posteriormente como provincia de Caracas, por el nombre de su principal ciudad y capital, fundada el 25 de julio de 1567 en el valle del mismo nombre, por el conquistador Diego de Losada, después de vencer la fuerte resistencia de los indígenas acaudillados por el cacique Guaicaipuro. Desde su creación depende de la Real Audiencia de Santo Domingo. En 1717, cuando fue creado el Virreinato de Nueva Granada, es incorporada a este y a su Real Audiencia de Santafé de Bogotá. En 1723 fue suprimido el virreinato pero se mantuvo dentro de la jurisdicción de la audiencia neogranadina que a su vez volvía a la jurisdicción peruana hasta 1726, año en que retornara a la de Santo Domingo. En 1739 fue restablecido el virreinato neogranadino incorporando a las provincias de Caracas, Maracaibo, Cumaná, Guayana, Río Orinoco, Trinidad y Margarita, pero se mantuvo en la jurisdicción de la audiencia dominicana. En 1742 la provincia de Venezuela pasa a depender directamente del Reino de España, dejando de ser una comandancia general y recuperando su gobernador el rango de capitán general. En 1777 se creó la Capitanía General de Venezuela y su gobernador pasaría a ser también presidente de la nueva Real Audiencia de Caracas desde su apertura en 1787.

- Provincia de Trinidad: creada primero nominalmente en 1532 por el conquistador Antonio Sedeño, fue establecida el 1 de septiembre de 1591 por Antonio de Berrío, quien consolidó la gobernación, el 12 de octubre de 1595 con el nombre de Trinidad de Barlovento-Guayana. Originalmente bajo la jurisdicción de la Real Audiencia de Santo Domingo y posteriormente a su incorporación a la Capitanía general de Venezuela en 1777. La Célula de Población de 1783 permitió el establecimiento de franceses antillanos y personas de color libres católicas, a quienes se otorgaron concesiones que dependían del número de esclavos que aportaran consigo. Su traslado a Trinidad suponía evitar las trabas al uso de mano de obra esclava en las colonias francesas debido a la revolución Francesa y a la inestabilidad que precedió a la revolución Haitiana.  En 1797 Trinidad fue atacada por una flota inglesa, que obtuvo la rendición de la plaza por parte del gobernador de la isla el 17 de febrero de 1797 y fue reconocida su ocupación por el Tratado de Amiens en el año 1802.

- Provincia de Nueva Andalucía y Paria o simplemente provincia de Cumaná: reunió a las anteriores provincias o gobernaciones de Nueva Andalucía, erigida en 1536, y Paria, en una única entidad política creada el 27 de mayo de 1568 con Diego Fernández de Serpa como primer gobernador y capitán general, teniendo siempre como capital a la ciudad de Cumaná. En 1633, el conquistador catalán Juan de Orpín estableció la gobernación de Nueva Cataluña con partes de las gobernaciones de Venezuela y de Nueva Andalucía, entre el cabo Codera y el río Orinoco, fundando Nueva Barcelona del Cerro Santo el 12 de febrero de 1638. En 1654, la gobernación de Nueva Cataluña o de Barcelona, se integró finalmente a la de Nueva Andalucía. Hacia 1726 estaba conformada por los territorios de Cumaná, Barcelona y la isla de Trinidad, esta última hasta 1731, año en el cual se separa y se transforma en provincia, al mismo tiempo que se incorporaba a Nueva Andalucía la de Guayana. Hasta 1739 dependió de la Real Audiencia de Santo Domingo y hasta 1777 de la de Santa Fe de Bogotá, año en que se creará la capitanía general venezolana, aunque en lo judicial dependiera nuevamente de la de Santo Domingo, en la espera de la fundación de la propia real audiencia caraqueña cuya apertura fuese recién en el año 1787.

- Provincia de Margarita: la isla fue la primera gobernación en Venezuela, fue capitulada por Carlos V el 18 de mayo de 1525 a Marcelo Villalobos. Los descendientes de Villalobos gobernaron hasta 1593, fecha en que el rey pasa a nombrar a los gobernadores de Margarita.

- Provincia de Guayana:  fue creada en 1530 pero no prosperó, refundada el 18 de noviembre de 1568, tampoco prosperó. Fue establecida finalmente el 19 de marzo de 1591 por Don Antonio de Berrío, formó hasta 1731 una única provincia con Trinidad denominada Trinidad de Guayana. Dependió de Santa Fe de Bogotá. En 1731 Guayana pasa a integrarse a la provincia de Nueva Andalucía. En 1762 adquiere el rango de comandancia de Guayana como una gobernación dependiente de Santa Fe hasta 1786, fecha en que se agrega a la Real Audiencia de Caracas.

- Provincia de Maracaibo: la provincia de La Grita fue establecida en 1570, el 30 de junio de 1577 el gobernador de la Provincia del Espíritu Santo de la Grita fundó Barinas bajo el nombre de Altamira de Cáceres. El 10 de diciembre de 1607, Mérida fue separada del corregimiento de Tunja y unida con la gobernación de La Grita formando el corregimiento de Mérida y La Grita, con jurisdicción sobre las ciudades de La Grita, San Cristóbal, Gibraltar, Pedraza y Barinas y bajo dependencia de la Audiencia de Bogotá. El 3 de noviembre de 1622 pasa a ser gobernación de Mérida con Juan Pacheco Maldonado como gobernador. El 31 de diciembre de 1676 Maracaibo (separada de la provincia de Venezuela) y Mérida-La Grita se unen en una gobernación llamada Provincia de Mérida del Espíritu Santo de Maracaibo (capital en Mérida) bajo dependencia de la Audiencia de Santa Fe de Bogotá y luego es conocida como "provincia de Maracaibo" a partir de 1678 cuando esa ciudad pasa a ser capital de la gobernación. En 1777 pasa a la jurisdicción de la Audiencia de Santo Domingo. El 15 de febrero de 1786, Barinas fue erigida como provincia (capital en Barinas) separada de Maracaibo y Trujillo fue transferida a Maracaibo desde la provincia de Venezuela.[7]

- Provincia de Barinas: es la última provincia creada antes de la declaración de Independencia de Venezuela. Creada en 1786, al segregarse de la provincia de Maracaibo y tuvo como capital a la ciudad de Barinas. Comprendía los territorios de los actuales estados Barinas y Apure.

## Organización eclesiástica
El 6 de agosto de 1511 el papa Julio II creó la Diócesis de Puerto Rico sufragánea de la Archidiócesis de Sevilla. En 1519 su jurisdicción fue ampliada para incluir a todas las Antillas menores y parte de la costa de Venezuela hasta la desembocadura del río Orinoco, conservando estos territorios hasta 1790, aunque las islas menores se fueron perdiendo a medida que fueron ocupadas por otros países. Su primer obispo, Alonso Manso llegó en 1512.
En 1519 se creó la primera Diócesis de tierra firme con el nombre de Paria y con sede en la ciudad de Cumaná nombrándose obispo titular, el cual por diferentes situaciones no pudo tomar posesión de la diócesis.
El 21 de junio de 1531 fue erigida la Diócesis de Coro en la costa de Venezuela. 
El 12 de febrero de 1546 las diócesis de Puerto Rico y de Coro pasaron a ser sufragáneas de la Archidiócesis de Santo Domingo.
El 20 de junio de 1637 la Diócesis de Coro fue trasladada a Caracas y renombrada como Santiago de Venezuela.
El 16 de febrero de 1778 fue creada la Diócesis de Mérida de Maracaibo, con territorios hasta entonces incluidos en la de Santa Fe de Bogotá. 
El 20 de mayo de 1790 el papa Pío VI erigió la Diócesis de Santo Tomé de Guayana en la costa venezolana, separándola de la jurisdicción de la diócesis de Puerto Rico.
El 27 de noviembre de 1803 fue erigida la Arquidiócesis de Caracas o Santiago de Venezuela, pasando a ser sus sufragáneas las diócesis de (hasta entonces sufragáneas de Santo Domingo):
- Diócesis de Mérida.
- Diócesis de Santo Tomé de Guayana (hoy Ciudad Bolívar).

## Población
A continuación diversas estimaciones sobre la población de la Capitanía General a finales del período colonial:
| Autor/Provincia                                                                            | Población |
| ------------------------------------------------------------------------------------------ | --------- |
| Francisco Depons (1960) Estimación para fines del siglo XVIII e inicios siglo XIX          | 737.000   |
| Venezuela Barinas                                                                          | 500.000   |
| Maracaibo                                                                                  | 100.000   |
| Cumaná                                                                                     | 80.000    |
| Guayana                                                                                    | 43.000    |
| Margarita                                                                                  | 14.000    |
| Eduardo Arcilla Farías (1957) Archivo del Palacio Episcopal inicios del siglo XIX          | 812.895   |
| Caracas                                                                                    | 388.895   |
| Nueva Andalucía                                                                            | 60.000    |
| Barcelona                                                                                  | 50.000    |
| Maracaibo Mérida                                                                           | 149.000   |
| Barinas                                                                                    | 75.000    |
| Guayana                                                                                    | 40.000    |
| Coro                                                                                       | 32.000    |
| Margarita                                                                                  | 18.000    |
| Gisela Morazzani de Pérez Enciso (1966) Intendente de Caracas, Francisco de Saavedra, 1787 | 493.000   |
| Caracas                                                                                    | 333.000   |
| Cumaná                                                                                     | 80.000    |
| Maracaibo                                                                                  | 56.000    |
| Barinas                                                                                    | 16.000    |
| Guayana                                                                                    | 8.000     |

Composición de la población de Venezuela según el censo de Alexander von Humboldt (1807):
| Provincia                               | Población | Indígenas                                                                                | Esclavos | Criollos | Europeos | Castas  |
| --------------------------------------- | --------- | ---------------------------------------------------------------------------------------- | -------- | -------- | -------- | ------- |
| Cumaná o Nueva Andalucía                | 50 000    | 25 000 (15.000 en misiones de Caripe)                                                    |          |          |          |         |
| Nueva Barcelona                         | 60 000    | 30 000 (24 700 en misiones de Píritu)                                                    |          |          |          |         |
| Caracas o Venezuela                     | 370 000   |                                                                                          |          |          |          |         |
| Coro                                    | 32 000    |                                                                                          |          |          |          |         |
| Maracaibo (incluidas Mérida y Trujillo) | 140.000   |                                                                                          |          |          |          |         |
| Barinas                                 | 75.000    |                                                                                          |          |          |          |         |
| Guayana                                 | 40.000    | 34.000 (17.000 misiones de Caroni) (7.000 misiones del Orinoco) (10.000 waraos salvajes) |          |          |          |         |
| Isla de Margarita                       | 18.000    |                                                                                          |          |          |          |         |
| Capitanía General de Venezuela          | 785.000   | 120.000 (60.000 en misiones)                                                             | 62.000   | 200.000  | 12.000   | 406.000 |

Estimación de Federico Brito Figueroa (1979 y 1987) para la composición étnica venezolana en 1800:
| Etnia                   | Población | Porcentaje |
| ----------------------- | --------- | ---------- |
| Peninsulares y Canarios | 12.000    | 1,3%       |
| Blancos criollos        | 172.727   | 19,0       |
| Pardos                  | 407.000   | 45,0%      |
| Negros libres           | 33.362    | 4,0%       |
| Negros esclavos         | 87.800    | 9,7%       |
| Negros cimarrones       | 24.000    | 2,6%       |
| Indios tributarios      | 75.564    | 8,4%       |
| Indios no tributarios   | 25.590    | 3,3%       |
| Indios salvajes         | 60.000    | 6,7%       |
| Total                   | 898.043   | 100%       |